# Chresiona
Genre
Chresiona est un genre d'araignées aranéomorphes de la famille des Macrobunidae.

## Distribution
Les espèces de ce genre se rencontrent en Afrique du Sud et au Lesotho.

## Liste des espèces
Selon World Spider Catalog (version 25.0, 06/03/2024) :
- Chresiona convexa Simon, 1903
- Chresiona invalida (Simon, 1898)
- Chresiona nigrosignata Simon, 1903

## Systématique et taxinomie
Ce genre a été décrit par Simon en 1903. Il est placé dans les Amaurobiidae par Lehtinen en 1967 puis dans les Macrobunidae par Gorneau, Crews, Cala-Riquelme, Montana, Spagna, Ballarin, Almeida-Silva et Esposito en 2023.

## Publication originale
- Simon, 1903 : « Descriptions d'arachnides nouveaux. » Annales de la Société entomologique de Belgique, vol. 47, p. 21-39 (texte intégral).